# Yekaterina Geltzer

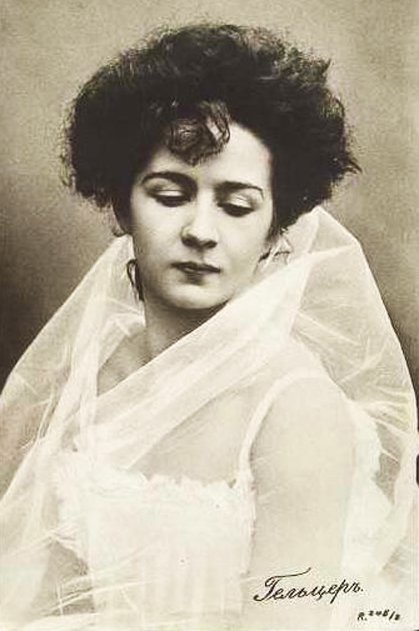
Yekaterina Geltzer en 1910.

Yekaterina Vasílievna Geltzer (o Guéltser, ruso: Екатерина Васильевна Гельцер, 14 de noviembre de 1876 - 12 de diciembre de 1962) fue una bailarina rusa, siendo prima ballerina en el Teatro Bolshói desde 1898 hasta 1935.

## Biografía
Yekaterina era hija de Vasili Gueltser, maestro de ballet del Ballet Bolshói. 
Estudió en la Escuela de Ballet del Bolshói, graduándose en 1894. Continuó sus estudios en San Petersburgo, donde adquirió una elevado nivel técnico combinado con una capacidad expresiva excepcional para la época.
En 1910, fue contratada por Serguéi Diáguilev para bailar en los Ballets Rusos. Tras la Revolución rusa en 1917, se dedicó a preservar el arte del ballet en Rusia. Fue la primera bailarina de ballet en recibir el título de Artista del Pueblo de Rusia (1925) y en 1943 recibió el Premio Estatal de la URSS.
Se casó con su compañero de baile, Vasili Tijomírov (ru) con quien, entre otras cosas, en 1913 coprotagonizó la película muda de Yákov Protazánov Un nocturno de Chopin.